# Murder in a Small Town
Murder in a Small Town es una serie de televisión de drama criminal canadiense que se estrenó a través de Global en Canadá y Fox en Estados Unidos, el 24 de septiembre de 2024. Se basa en los misterios de Alberg y Cassandra, una serie de novelas policiales ambientadas en la Columbia Británica escritas por L.R. Wright. Se rodó en Gibsons en la Sunshine Coast de Columbia Británica. En enero de 2025, la serie fue renovada para una segunda temporada por Fox.

## Reparto

### Principales
- Rossif Sutherland como Karl Alberg, un detective que vivió en Minneapolis y ahora se desempeña como jefe de policía y resuelve asesinatos en Gibsons, Columbia Británica.[6][4]
- Kristin Kreuk como Cassandra Lee, una bibliotecaria que se convierte en el interés amoroso de Alberg en el primer episodio.[4]

### Recurrentes
- Mya Lowe como Cabo Edwina Yen
- Savonna Spracklin como Isabella Harbud
- Aaron Douglas como el sargento Sid Sokolowski
- Fritzy-Klevans Destine como el agente Andy Kendrick
- Dakota Guppy como Holly, la hija de Alberg

### Invitados
- James Cromwell como George Wilcox[3]
- Stana Katic como Zoe Strachan
- Devon Sawa como Gordon Murphy

## Episodios
| N.º en serie | N.º en temp. | Título               | Dirigido por   | Escrito por                  | Fecha de emisión original | Audiencia en EU (millones) |
| ------------ | ------------ | -------------------- | -------------- | ---------------------------- | ------------------------- | -------------------------- |
| 1            | 1            | «The Suspect»        | Milan Cheylov  | Ian Weir                     | 24 de septiembre de 2024  | —                          |
| 2            | 2            | «Fall from Grace»    | Leslie Hope    | Sherry White                 | 1 de octubre de 2024      | —                          |
| 3            | 3            | «A Chill Rain»       | Leslie Hope    | Ian Weir                     | 8 de octubre de 2024      | —                          |
| 4            | 4            | «Prized Possessions» | Amanda Tapping | Jennifer Kennedy             | 15 de octubre de 2024     | —                          |
| 5            | 5            | «A Touch of Panic»   | Amanda Tapping | Leonard Dick                 | 22 de octubre de 2024     | —                          |
| 6            | 6            | «The Madness Method» | Milan Cheylov  | Dennis Heaton y Sherry White | 12 de noviembre de 2024   | —                          |
| 7            | 7            | «Family Concerns»    | Milan Cheylov  | Ian Weir                     | 19 de noviembre de 2024   | —                          |
| 8            | 8            | «Sleep While I Sing» | Milan Cheylov  | Ian Weir                     | 26 de noviembre de 2024   | —                          |

## Producción

### Desarrollo
Originada por Soapbox Productions y coproducida con Sepia Films en asociación con Future Shack Entertainment, la serie fue dirigida por Milan Cheylov y escrita por Ian Weir. Entre los lugares de rodaje figura Molly's Reach, el restaurante de Gibsons más conocido por ser uno de los escenarios principales de la serie cómica canadiense The Beachcombers. El 16 de enero de 2025, Fox renovó la serie para una segunda temporada.

### Distribución
En Estados Unidos, la serie fue adquirida por Fox a finales de 2023, para la temporada de televisión 2024-2025. ITV Studios distribuirá la serie fuera de Estados Unidos y Canadá.

## Recepción
En el sitio web agregador de reseñas Rotten Tomatoes, Murder in a Small Town tiene un índice de aprobación del 70%, basándose en 10 reseñas con una calificación media de 5.3/10. Metacritic, que utiliza un promedio ponderado, asignó una puntuación de 56 sobre 100, basada en 7 reseñas, lo que indica reseñas «mixtas o promedio».